# Friedrich Hilbig
Friedrich Hilbig (* 13. Dezember 1874 in Breslau; † 1960) war ein deutscher Ingenieur und Konteradmiral (Ing.) der Kriegsmarine.

## Leben
Friedrich Hilbig trat am 1. Oktober 1893 in die Kaiserliche Marine ein und wurde am 22. März 1914 zum Marine-Stabsingenieur im Range eines Kapitänleutnants befördert. Später war er bis März 1916 als Leitender Ingenieur auf der Augsburg, kam dann zur Verfügung bis Oktober 1916 zur II. Werftdivision bzw. II. Torpedodivision. Anschließend war er bis Kriegsende als Verbandsingenieur erst im Stab des I. Führers der Torpedoboote und dann der Befehlshaber der Torpedoboote.
Nach dem Krieg wurde er in die Reichsmarine übernommen und hier am 23. Juni 1920 Korvettenkapitän (I) und am 1. April 1922 Fregattenkapitän (I). Am 1. April 1923 wurde er dann zum Kapitän zur See (I) befördert. Zum 31. Oktober 1925 wurde er mit dem Charakter als Konteradmiral (I) aus der Marine verabschiedet.
Im Juni 1941 war er an der Kriegsmarinewerft Wilhelmshaven. Von Juli 1941 bis Dezember 1942 war er Leiter der Marineausrüstungsstelle Cherbourg. In dieser Position wurde er am 1. April 1942 Konteradmiral (Ing.) z. V. Im Dezember 1942 übergab er den Posten an Kapitän zur See (Ing.) Heinrich Vöge. Bis Januar 1943 war er zur Verfügung des Marineoberkommandos Nord gesetzt und wurde am 31. Januar 1943 aus der Marine verabschiedet.